# ケプラー385
ケプラー385（Kepler object of interest（KOI）における名称であるKOI-2433とも呼ばれる）とは、地球からはくちょう座の方向に約4,900光年 (1,500 pc) 離れた位置に存在するF型主系列星である。ケプラー385は太陽より10%大きく、5%高温である。この恒星の周囲を公転する存在が確認された太陽系外惑星が3つ存在することが判明している。惑星候補も含めると最大で7つの惑星が存在している可能性がある。
ケプラー385の質量は太陽の1.05倍、半径は1.157倍、明るさは1.39倍で、温度は5829 Kである。
| 太陽 | ケプラー385 |
| ---- | ----------- |
| 太陽 | Exoplanet   |

## 惑星系
ケプラー385はケプラー宇宙望遠鏡によって観測され、当初は合計7つの惑星候補が検出された。これらのうちの2つ、KOI-2433.01とKOI-2433.02は2014年にそれぞれケプラー385b、ケプラー385cとして確認され、3つ目のKOI-2433.03は2020年にケプラー385dとして確認された。これらの惑星の確認は、統計的検証を使用して多数のケプラーによって観測された惑星候補を確認する研究の一部に含まれていた。惑星候補KOI-2433.05は誤検出であることが判明した。
2023年、更新された新たなケプラー惑星候補のカタログが発表された。これには、ケプラー385の8番目の惑星候補であるKOI-2433.08が含まれており、7つの惑星を持つ可能性がある惑星系となっている。ケプラー385は、8つの惑星を持つことが確認されているケプラー90と並んで、最も多くの惑星候補を持つケプラー惑星系となる可能性がある。
| 名称 （恒星に近い順） | 質量 | 軌道長半径 （天文単位） | 公転周期 (日)    | 軌道離心率 | 軌道傾斜角 | 半径                  |
| --------------------- | ---- | ----------------------- | ---------------- | ---------- | ---------- | --------------------- |
| .08 (未確認)          | —    | —                       | 3.37376±0.00003  | —          | —          | 1.206+0.110 −0.101 R⊕ |
| .06 (未確認)          | —    | 0.067                   | 6.06325±0.00006  | —          | —          | 1.441+0.129 −0.106 R⊕ |
| b                     | —    | 0.097                   | 10.04381±0.00008 | —          | —          | 2.313+0.210 −0.162 R⊕ |
| c                     | —    | 0.127                   | 15.16213±0.00014 | —          | —          | 2.406+0.549 −0.146 R⊕ |
| .04 (未確認)          | —    | 0.189                   | 27.90426±0.00040 | —          | —          | 1.903+0.184 −0.142 R⊕ |
| d                     | —    | 0.302                   | 56.41581±0.00135 | —          | —          | 2.423+0.210 −0.161 R⊕ |
| .07 (未確認)          | —    | 0.402                   | 86.43086±0.00205 | —          | —          | 2.252±0.199 R⊕        |